# Шелтер-Коув (Каліфорнія)
Шелтер-Коув (англ. Shelter Cove) — переписна місцевість (CDP) в США, в окрузі Гумбольдт штату Каліфорнія. Населення — 803 особи (2020).

## Географія
Шелтер-Коув розташований за координатами 40°2′20″ пн. ш. 124°3′21″ зх. д. / 40.03889° пн. ш. 124.05583° зх. д. (40.038956, -124.055826).  За даними Бюро перепису населення США в 2010 році переписна місцевість мала площу 15,10 км², уся площа — суходіл.

### Клімат
| Клімат : Шелтер-Коув    | Клімат : Шелтер-Коув | Клімат : Шелтер-Коув | Клімат : Шелтер-Коув | Клімат : Шелтер-Коув | Клімат : Шелтер-Коув | Клімат : Шелтер-Коув | Клімат : Шелтер-Коув | Клімат : Шелтер-Коув | Клімат : Шелтер-Коув | Клімат : Шелтер-Коув | Клімат : Шелтер-Коув | Клімат : Шелтер-Коув | Клімат : Шелтер-Коув |
| Показник                | Січ.                 | Лют.                 | Бер.                 | Квіт.                | Трав.                | Черв.                | Лип.                 | Серп.                | Вер.                 | Жовт.                | Лист.                | Груд.                | Рік                  |
| Абсолютний максимум, °C | 28,3                 | 30,6                 | 28,9                 | 33,9                 | 35,0                 | 36,7                 | 37,8                 | 35,6                 | 37,8                 | 36,7                 | 27,2                 | 28,9                 | 37,8                 |
| Середній максимум, °C   | 14,3                 | 14,4                 | 15,3                 | 16,2                 | 18,5                 | 20,3                 | 20,8                 | 20,6                 | 21,0                 | 19,6                 | 16,3                 | 14,6                 | 17,7                 |
| Середня температура, °C | 10,9                 | 11,0                 | 11,4                 | 12,1                 | 13,9                 | 15,6                 | 16,2                 | 16,1                 | 16,3                 | 15,2                 | 12,7                 | 11,3                 | 13,6                 |
| Середній мінімум, °C    | 7,6                  | 7,6                  | 7,6                  | 7,8                  | 9,4                  | 10,8                 | 11,6                 | 11,7                 | 11,6                 | 10,8                 | 9,1                  | 8,1                  | 9,4                  |
| Абсолютний мінімум, °C  | −1,1                 | −2,2                 | 0,0                  | −1,1                 | 4,4                  | 4,4                  | 5,6                  | 6,7                  | 4,4                  | 6,1                  | 1,1                  | −2,2                 | −2,2                 |
| Норма опадів, мм        | 251                  | 249                  | 208                  | 107                  | 74                   | 30                   | 5                    | 15                   | 30                   | 97                   | 213                  | 284                  | 1572                 |
| Днів з опадами          | 14                   | 14                   | 12                   | 9                    | 6                    | 3                    | 1                    | 2                    | 3                    | 7                    | 12                   | 13                   | 96                   |
| ----------------------- | -------------------- | -------------------- | -------------------- | -------------------- | -------------------- | -------------------- | -------------------- | -------------------- | -------------------- | -------------------- | -------------------- | -------------------- | -------------------- |
| Джерело:                |                      |                      |                      |                      |                      |                      |                      |                      |                      |                      |                      |                      |                      |

## Демографія
Згідно з переписом 2010 року, у переписній місцевості мешкали 693 особи в 348 домогосподарствах у складі 181 родини. Густота населення становила 46 осіб/км².  Було 631 помешкання (42/км²).
Расовий склад населення:
| - 90,9 % — білих - 1,0 % — азіатів - 0,7 % — корінних американців - 0,4 % — чорних або афроамериканців - 0,1 % — вихідців з тихоокеанських островів - 1,9 % — осіб інших рас |

До двох чи більше рас належало 4,9 %. Частка іспаномовних становила 6,8 % від усіх жителів.
За віковим діапазоном населення розподілялося таким чином: 17,0 % — особи молодші 18 років, 68,3 % — особи у віці 18—64 років, 14,7 % — особи у віці 65 років та старші. Медіана віку мешканця становила 43,1 року. На 100 осіб жіночої статі у переписній місцевості припадало 118,6 чоловіків;  на 100 жінок у віці від 18 років та старших — 118,6 чоловіків також старших 18 років.
За межею бідності перебувало 46,4 % осіб, у тому числі 70,7 % дітей у віці до 18 років та 0,0 % осіб у віці 65 років та старших.
Цивільне працевлаштоване населення становило 169 осіб. Основні галузі зайнятості: будівництво — 27,8 %, науковці, спеціалісти, менеджери — 20,7 %, освіта, охорона здоров'я та соціальна допомога — 14,2 %, мистецтво, розваги та відпочинок — 13,0 %.